# Shun Nagasawa
Shun Nagasawa (jap. 長沢 駿, Nagasawa Shun; * 25. August 1988 in Shizuoka, Präfektur Shizuoka) ist ein japanischer Fußballspieler.

## Karriere
Shun Nagasawa erlernte das Fußballspielen in den Jugendmannschaften der Shimizu Iida Fighters und Shimizu S-Pulse. Seinen ersten Vertrag unterschrieb er 2007 bei seinem Jugendverein Shimizu S-Pulse. Der Verein, der in der Präfektur Shizuoka beheimatet ist, spielte in der ersten Liga, der J1 League. 2008 stand er mit dem Klub im Finale des J. League Cup. Hier verlor man 2:0 gegen Ōita Trinita. Die Saison 2011 wurde er an den Zweitligisten Roasso Kumamoto ausgeliehen. 2012 lieh ihn der ebenfalls in der zweiten Liga spielende Kyōto Sanga aus. Der Zweitligist Matsumoto Yamaga FC lieh ihn die Saison 2013 aus. Mitte 2015 verließ er den Verein und schloss sich dem Ligakonkurrenten Gamba Osaka aus Suita an. 2015 gewann er mit Gamba den Emperor’s Cup. Im Endspiele besiegte man die Urawa Red Diamonds mit 2:0. Im gleichen Jahr stand er auch im Finale des J. League Cup. Hier verlor man gegen die Kashima Antlers mit 3:0. Nach 75 Erstligaspielen für Gamba wechselte er Anfang 2019 zum Ligakonkurrenten Vegalta Sendai nach Sendai. Für Sendai absolvierte er 64 Ligaspiele. Im Januar 2021 wechselte er ablösefrei zum ebenfalls in der ersten Liga spielenden Ōita Trinita. Am Saisonende 2021 belegte er mit Ōita den achtzehnten Tabellenplatz und musste in zweite Liga absteigen. Nach 106 Ligaspielen wechselte er im Januar 2025 zu seinem ehemaligen Verein Kyōto Sanga.

## Erfolge
Shimizu S-Pulse
- Japanischer Ligapokalfinalist: 2008

Gamba Osaka
- Japanischer Pokalsieger: 2015
- Japanischer Ligapokalfinalist: 2015